# Le Lion rouge
Pincez Tous vos Koras, Frappez les Balafons är sedan 1960 Senegals nationalsång. Texten skrevs av Léopold Sédar Senghor, och musiken av Herbert Pepper.